# 安楽寺 (大垣市)
安楽寺（あんらくじ）は、岐阜県大垣市赤坂町にある浄土宗の寺院。釈迦如来を本尊とする。山号は紫雲山、院号は永明院。西美濃三十三霊場21番札所である。聖徳太子や関ヶ原の戦いにゆかりの寺である。

## 沿革
推古天皇の治世に聖徳太子が開基となり、永明法印を開山として建立したと伝わる。開創当初は法相宗であった。
壬申の乱では天武天皇の勝利を祈願し、報奨を与えられたと伝わる。時代が下って文知元年（1185年）に24世住持・義然が法然に帰依して浄土宗へ改宗している。
室町時代に土岐成頼が足利義視を奉じた際に当寺に逗留していた時期があり、岡山御所と呼ばれていた。慶長15年（1600年）の関ヶ原の戦いにおいて徳川家康が眺望の良い岡山に着陣した。関ケ原の戦いの後、岡山は勝利を記念して勝山と呼ばれるようになった。また、戦いで得た大谷吉継の陣鍾が当寺に収められている。
江戸時代は大垣藩に保護され、また大垣藩ゆかりの人物の墓が多数建立されている。また、末寺として松寿院が存在した。天保3年（1833年）、火災により堂宇が烏有に帰した。現在の伽藍はその後再建されたものである。

## 文化財

### 大垣市指定文化財
- 梵鐘 1419年 大谷吉継陣鐘
- 石造供養塔群

### 大垣市指定史跡
- 鉄心・研山岡山盟約の地

- 江馬細香退筆塚

- 関ヶ原合戦岡山本陣跡
- 戸田権左衞門の墓
- 久世友輔の墓